# المجمع الأعلى (الشاهل)

تعديل مصدري - تعديل

المجمع الأعلى هي إحدى قرى عزلة جانب اليمن بمديرية الشاهل التابعة لمحافظة حجة، بلغ تعداد سكانها 183 نسمة حسب تعداد اليمن لعام 2004.